# André Gide
André Gide (Párizs, 1869. november 22. – Párizs, 1951. február 19.) francia író, esszéista.
Apja halála után anyja szigorú vallásos nevelésben részesítette, ami később kiváltotta belőle konvenciókkal szembemenő írói és emberi magatartását. A fiatal értelmiségiek körében hamar népszerűvé vált, de a vallásos, katolikus szervezetek és értelmiségiek mindvégig ellenségüknek tekintették. Halála után a Vatikán indexre tette könyveit. Gide a 20. századi világirodalom egyik kiemelkedő írója volt, aki felbontotta a hagyományos regény szerkezetet, szembefordult a realista ábrázolással és az 1925-ös Pénzhamisítók című művével már a posztmodern irodalmat vetítette előre.

## Élete

### Gyermekkora
Édesapja, Paul Gide protestáns családból, Uzès városából származott, a Sorbonne jogi karán tanított. Édesanyja Juliette Rondeaux gazdag, katolikus polgárcsaládból származott, akinek tagjai csak Juliette születése előtt néhány generációval lettek protestánsok. André gyermekkorának meghatározó élményei voltak a Normandiában és Uzès-ben nagyszüleinél eltöltött időszakok. Már ekkor szerette a természetet, és magával ragadta a francia táj szépsége. Szigorú, protestáns nevelést kapott, később íróként egész életművét meghatározta a belé nevelt dogmák elleni harc.
Párizsban a Gide család a Luxembourg kert közelében lakott. Tőlük nem messze élt Anna Shackleton, egy skót származású, vallásos nevelőnő, aki korábban a Rondeaux család szolgálatában állt, mint a fiatal Juliette Rondeaux nevelője. Juliette és Anna később jó barátnők lettek, és Párizsban is tartották a kapcsolatot. Az egykori nevelőnő kedvességével, vidám természetével és intelligenciájával a fiatal Andréra is nagy hatást gyakorolt. Az asszony 1884-ben bekövetkezett halála mélyen megrázta az írót, később két könyvében is felidézte anyja egykori barátnéjának alakját (A mennyország kapuja című regényében és Ha csak a mag el nem hal című önéletrajzában).
Gide igen fiatalon megtanult zongorázni, de nem került olyan tanár kezei alá, aki igazi zenészt tudott volna belőle faragni, így zenei tanulmányai hamar félbeszakadtak. 1877-ben beíratták egy strasbourgi elit szakközépiskolába, ahol hamarosan három hónapnyi kényszerszünetre küldték „rossz szokásai” miatt, ami alatt – az író saját elmondása szerint – az önkielégítést értették. Az orvosok még kasztrációval is megfenyegették emiatt, ám minden hiába volt, a fiatal Gide nem hagyott fel az az önkielégítéssel. Pedig azt ebben az időben erkölcstelenek tartották. De az iskolába rövid idő múlva visszatérhetett.
Apja 1880-ban bekövetkezett halálát követően azonban végleg kivették az elit iskolából. A megözvegyült Juliette Gide ezután szigorú protestáns vallási elvek szerint nevelte fiát, akivel emiatt gyakran volt konfliktusa. Juliette az 1881-es esztendőt követően Normandiába költözött, de ismerősei révén ezután is szemmel tudta tartani fia tanulmányi előremenetelét és viselt dolgait. André a hosszabb tanítási szüneteket felváltva hol Párizsban, hol pedig Rouenban töltötte.

### Az első irodalmi próbálkozások
1882 őszén hosszabb időt töltött Rouenban, ekkor került közelebbi kapcsolatba Madelaine nevű unokatestvérével, aki iránt hamarosan szerelemre lobbant. 1883-tól kezdve öt éven át látogatta Bauer nevű tanárának speciális óráit a középiskolában. E foglalkozások közben ismerte meg Henri-Frédéric Amiel francia író Naplóját, ami aztán saját napló írására ösztönözte. A következő években Madelaine hatására elmélyült a vallásossága. Ebben az időben sokat olvasta a Bibliát, az egyházatyák és a misztikusok különböző írásait. 1885-ben ismeretséget kötött François de Witt-Guizot-val, aki mélyebben megismertette vele a protestáns misztikát. Jó viszonyba került egyik paptanárával, Élie Allégret-vel is.
1887-ben ismerte meg Pierre Louÿs-t, akivel rövidesen szenvedélyes barátsággá mélyült a kapcsolata. A két barát közös érdeklődést mutatott az irodalom iránt, és Gide ennek a barátságnak a hatására kezdett el komolyan foglalkozni a gondolattal, hogy író lesz. 1889-ben leérettségizett, majd az ezt követő hónapokban gyakori vendége lett a kor divatos irodalmi szalonjainak, számtalan íróval találkozott. Nemsokára megírta első regényét is, André Walter jegyzetfüzete címmel, de nem keltett vele nagy feltűnést. Viszont közelebbi ismeretséget sikerült kialakítani Mallarmével és Paul Valéryvel.
1891-ben nem sokkal azután, hogy megírta a Tanulmány Nárcisszuszról című művét, találkozott Oscar Wilde-dal, aki teljesen lenyűgözte és az élet új aspektusait tárta fel előtte. Ekkor kezdett el megváltozni korábbi vallásos, aszketikus világnézete. A következő év tavaszán Németországba utazott. Ekkor végre kiszabadult anyja ellenőrzése alól, és lehetősége nyílt felfedezni az élet örömeit. Ekkor kezdtek rendszeressé válni összetűzései anyjával. Ezen az sem változtatott semmit, hogy az asszony a Rondeaux család többi tagjával szemben nem ellenezte fia unokatestvére iránt táplált érzelmeit, de Madelaine nem akarta összekötni az életét egy unokatestvérével. Gide szerelme sokáig reménytelennek látszott.

### Utazások és házassága
1892-ben Gide kiadatta következő könyvét Voyage d’Urien címmel, azonban ez a regény sem keltette fel a kritikusok érdeklődését. A következő év őszén barátságot kötött Paul Albert Laurens-nal. Laurens festő volt, és amikor egy ösztöndíj elnyerésével lehetősége nyílt egy nagyobb utazást tenni, meghívta Gide-et, hogy tartson vele. André ennek az utazásnak köszönheti, hogy sikerült felszabadulnia az erkölcsi és szexuális kötöttségek alól. Végre mindent megtehetett, amihez kedve támadt.
1893 októberében indultak útnak, kilenc hónap alatt bebarangolták Tunéziát, Algériát és Olaszországot. Nem sokkal útnak indulásuk után André megbetegedett, ennek következtében Tunéziában, Sousse városában hosszabb időt töltöttek. Itt Gide egy Ali nevű fiatal fiúval bonyolódott homoszexuális viszonyba. André és Paul ezután Francia Algériába, Biszkra városába tette át székhelyét. A fiatal író ekkor egy Mériem nevű fiúval került intim kapcsolatba. Az afrikai utazás lehetőséget adott számára, hogy felfedezze a testi örömök számára addig ismeretlen dimenzióit. Ezt az idillt zavarta meg Juliette Gide, mert aggódott fia egészségi állapota miatt. Ezért 1894 áprilisában úgy döntött, hogy csatlakozik a két férfihoz Olaszországban. Itt bebarangolták Szürakuzát, Rómát és Firenzét.

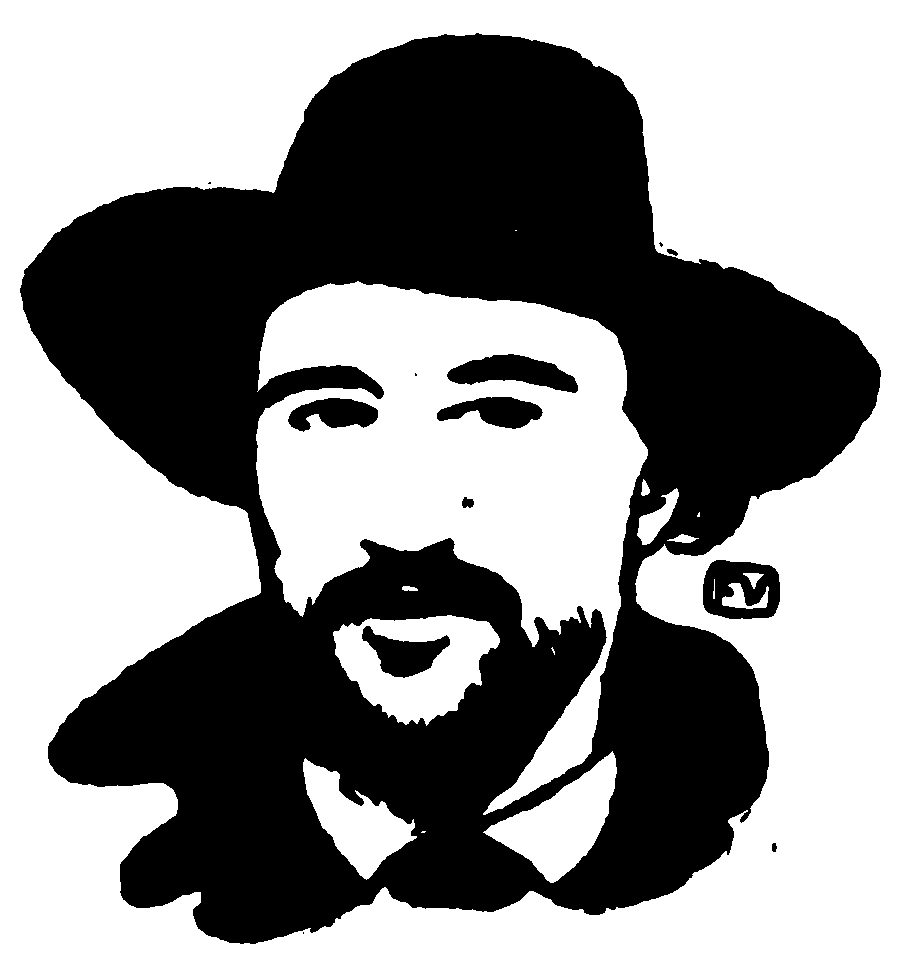
Félix Valloton: André Gide (1898).

Ezután Paul visszatért Franciaországba, Gide pedig Svájcba utazott, hogy itt kivizsgáltassa magát. Itt idegi alapú rendellenességeket diagnosztizáltak az írón, aki ezután egy rövid látogatást tett Észak-Franciaországba, majd visszatért Svájcba. La Brévine-ben töltött el hosszabb időt. Az itteni élményei ihlették Pásztorének című regényét.
Gide az 1895-ös évet egy újabb algériai utazással kezdte. Lord Alfred Dougles társaságában újra találkozott Oscar Wilde-dal. Anya leveleiben egyre hevesebben ellenezte utazási terveit, ezért Gide végül elhatározta, hogy hazautazik. Nem sokkal ezután újra találkozott Madeleine-nel, aki felülbírálta korábbi álláspontját a férfivel kapcsolatban. 1895. május 31-én Juliette Gide váratlanul meghalt. Ez felgyorsította az eseményeket: júniusban megtörtént az eljegyzés, októberben pedig az esküvőre is sor került. Ezután hét hónapos nászutat terveztek Svájcba. Utazásuk után Gide elkezdett dolgozni újabb regényén, a Földi táplálékokon. Ezután Olaszországban töltöttek pár hetet, végül Algériába mentek, majd 1896 tavaszán visszatértek Franciaországba.
A nyár folyamán befejezte El Hadj című könyvét, valamint átdolgozta a Földi táplálékokat. Az 1897-ben publikált regény végre meleg fogadtatásban részesült, annak ellenére, hogy több kritikus is trágársággal és perverzióval vádolta az írót. A kritikusok nagy része nem tudta értékelni a regény meglehetősen formabontó, újszerű szerkezetét sem. Henri Ghéon azonban nagyra értékelte a könyvet. Henri és Gide között szoros és mély barátság szövődött, ami egészen Ghéon 1916-os katolizálásáig tartott (Gide még fiatal korábban áttért a református vallásra).

### Az 1900-as évek elején
1898 telén Gide érdeklődését felkeltette a Dreyfus-ügy. Aláírta Zola petícióját, de nem zárkózott el a másik féllel való párbeszédtől  sem. Megalkuvás nélkül igyekezett meggyőzni ellenfeleit igazáról. Tíz hetet töltött ekkoriban Rómában, ahol megismerte Nietzsche filozófiáját, amely nagy hatást gyakorolt rá. Ezután kezdett el dolgozni a Saulon.
1899 tavaszán a Gide házaspár Théo van Rysselberghe-hez költözött egy időre. A következő évben kezdődött meg Gide együttműködése a La Revue Blanche folyóirattal. 1900-ban aztán elérkezettnek látta az időt, hogy a színház világában is bemutatkozzon: bemutatta az 1899-ben írt, Kandaulész király című drámáját. A premier nagy vihart kavart, a kritikusok megbotránkoztak a darabon.
1900-ban eladta az addig lakhelyéül szolgáló La Roque-Baignard-t, anyja birtokát, és új otthon építtetésébe kezdett Auteuil-ben. Később a házat lakhatatlannak nyilvánította, felesége nem sokkal beköltözésük után influenzát kapott. Ennek ellenére 1906 és 1928 között, huszonkét éven át volt ez az otthonuk.
1902-ben megjelent Meztelenül című műve, amelyben leszámolt Friedrich Nietzsche szellemiségével, de az olvasók és a kritikusok félreértették Gide-et. A regény főszereplőjét, Michel-t, azonosították az íróval, akit az ifjúság megrontójának kiáltottak ki. A könyv megjelenése nagy vihart kavart és látványosan megnövelte Gide ellenségeinek a számát.
1909-ben befejezte A mennyország kapuja című regényét és megalapította a La Nouvelle Revue Française című folyóiratot. Lapszerkesztőként több, később nagy tehetségnek bizonyult írót is felfedezett. Köztük volt Marcel Proust, Roger Martin du Gard, Paul Valéry, François Mauriac, Jean-Paul Sartre, Albert Camus, André Malraux (később többen is irodalmi Nobel-díjat kaptak). De a folyóiratban közölte saját újabb keletű műveit is, elsőként 1914-ben A Vatikán pincéi című regényét (a könyv magyarul A Vatikán titkai címen jelent meg 1958-ban).

### Azelső világháborúalatt
Az 1910-es évek elején Gide újabb könyvén dolgozott. A Corydon című értekezésével a pederaszta életforma felsőbbrendűségét igyekszik bizonyítani, ókori dokumentumokkal, a természetből vett érvekkel. A mű megírására egyébként egy gyilkossági per késztette. Gide barátai féltek a botránytól, ezért rá akarták beszélni az írót, hogy ne jelentesse meg a könyvet. Végül 1910-ben kis példányszámban, névtelenül csak az első két fejezetet publikálta. 1917-18 között készült el a teljes munkával, de a teljes esszé egészen 1924-ig nem jelent meg az író neve alatt. Gide egyébként élete fő művének tartotta a Corydont.
1913-ban vette kezdetét barátsága Roger Martin du Gard-ral, miután megjelent annak első regénye, a Jean Barois. A következő évben váratlanul és felkészületlenül érte a háború kitörése. Az I. világháború mély lelki válságba sodorta: Gide ekkor döbbent rá, hogy a társadalom elől nincs joga a művészetbe menekülni, de a társadalomban sehogy sem találta meg a helyét és a feladatát. Az az elhatározása, hogy a menekültek elszállásolását és élelmezését szervező, Francia-Belga Otthonnak áldozza egész idejét és énjét, csak pótcselekvésnek tekinthető. A munka kimerítette, de megnyugvást, elégtételt nem adott neki.

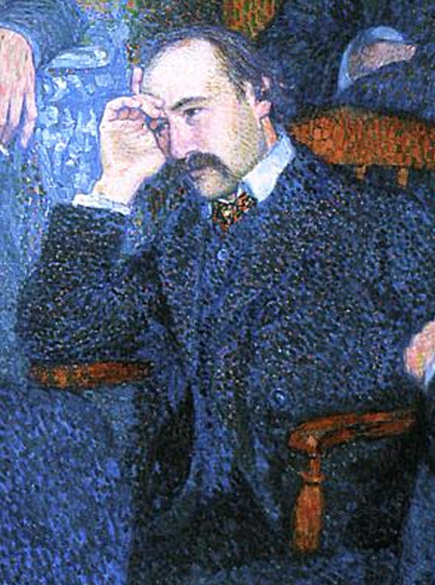
Théo van Rysselberghe belga festő portréja az íróról

Ehhez járult még hozzá házasságának újult erővel fellángolt válsága. 1917-ben az író megismerkedett és homoszexuális szerelmi viszonyba került Marc Allégret- vel, akivel a következő évben Angliába utazott. Madeleine elhatározta, hogy különválik férjétől. Amíg az író Angliában volt, elégette közös levelezésüket. Mikor ezt megtudta, Gide úgy érezte, hogy legjobb énje lett a tűz martaléka, amelyet csak a levelek és a felesége ismertek. Madeleine ezután Cuverville-be vonult vissza.
Az író a történtek hatására összeomlott, és úgy érezte, hogy egész életének alkotói pályájának vége, ha nem tud megkapaszkodni valamiben. Ekkor fordult a katolikus vallás felé. Később a háború motiválta megtérések közé sorolta katolizálását. 1919-ben megjelenik a Pásztorének, amely már egyértelműen a túlbuzgó vallásos áhítat és erkölcs veszélyeire hívta fel a figyelmét.
A La Nouvelle Revue Française-nál Gide-nek sikerült megőriznie szimbolikus vezető szerepét. A folyóirat a háború alatt egy rövid ideig nem jelent meg, de 1919-ben újraindult a működése. Gide folytatta az új tehetségek felkarolását, de régi, akkor már ismert irodalmárok írásait is publikáltatta. Az 1920-as években tovább nőtt a hírneve és a befolyása. A fiatalok körében továbbra is emblematikus figurának számított következetes konvenciórombolásával. Több katolikus értelmiségi is támadta erkölcstelen és vallásellenesnek titulált írásai és viselkedése miatt. De a jobboldali körökben csodálói is voltak, nemcsak ellenségei: közéjük tartozott Léon Daudet és François Mauriac is. Gide továbbra is nyilvánosan kiállt Roger Martin du Gard művészete mellett, aki cserébe támogatta a La Nouvelle Revue Française tevékenységét.
Végül a húszas évek elején Gide elhatározza, hogy megjelenteti saját neve alatt a teljes Corydont. Barátai és jóakarói ismét megpróbálták lebeszélni: Oscar Wilde példáját hozták fel neki, aki hasonló hangvételű és tartalmú írásai miatt lett meghurcolva. A publikálás után azonban elmaradt a botrány. A könyv érdektelenségbe fulladt.

### A kongói utazás
1923 márciusában Madeleine világra hozta Catherine Gide-et. Az asszony gondoskodott róla, hogy férje és lánya ne találkozhasson, így Gide csak felesége halála után ismerhette meg gyermekét. A húszas évek elején Gide minden energiáját lekötötte a Marc Allégret-vel kialakítani kívánt közös élete. A két férfi összeköltözött: először Párizsban, a Vaneau utcában éltek, majd Gide 1928-ban faházat építtetett a Montmorency-villa kertjében. A házban berendezett egy szobát Madeleine számára is, Gide-nek ugyanis hiányzott felesége. 1925-ben jelent meg az író egyik legnagyobb visszhangot kiváltott könyve, a Pénzhamisítók; egyébként ez az író egyetlen műve, amelyet maga is regénynek nevezett.
Még ebben az évben elutazott Marc Allégret-vel Kongóba. Ezelatt a tizenegy hónap alatt lenyűgözte az ország egzotikuma, de ugyanakkor kénytelen volt szembenézni a gyarmatosítás embertelen eszközeivel, a bennszülöttek kisemmizésével is. Keserűen tapasztalta, hogy a hivatalos, a kormány által propagált ideális gyarmati viszonyok nem léteznek. Ez arra ösztönözte, hogy felszólaljon a jogtalanságok ellen és rámutasson a gyarmati kormányzás hibáira és visszaéléseire. Rádöbbent arra is, hogy a párizsi vezetőség nem igazán törődik a gyarmatokon uralkodó tarthatatlan állapotokkal. Az ügy végül az Népszövetség elé került. A tagállamok számos kormánya ígéretet tett a gyarmati állapotok kivizsgálására és a helyzet javítására, de ezeket az ígéreteket végül nem teljesítették. Gide 1927-ben jelentette meg a kongói élményeit elbeszélő Kongói utazás című könyvét. Ez volt az első alkalom, hogy társadalmi kérdésekben szólalt fel és harcot indított azokért. A Kongói utazásra hevesen reagált a sajtó, a gyarmatügyi miniszter pedig sürgős intézkedésekkel próbálta lecsillapítani a kedélyeket.

### Gide és a kommunizmus
Az 1930-as évek elején Gide megismerkedett Pierre Herbart-ral és Bernard Groethuysennel. Groethuysen érdeklődött a kommunizmus iránt, lelkesen ecsetelte pozitív oroszországi tapasztalatait. Gide-re nagy hatást gyakoroltak szavai. Az író szép lassan rátalált a munkásmozgalomra: egyre gyakrabban emelte fel szavát társadalmi kérdésekben, gyűléseken és tüntetéseken vett részt, munkásokkal kezdett el egy társaságba járni és barátkozni. Lelkesedett a Szovjetunió eredményeiért is és egész tekintélyével propagálni kezdte azokat. Ennek köszönhetően az ellenségei tábora felduzzadt, korábbi ellenfelei pedig még hevesebb támadásoknak vetették alá. 1935-ben megjelentette Új táplálékok című könyvét, amelyben már egyértelműen ír társadalmi elkötelezettségéről.
Az író nyíltan először 1932-ben állt ki a baloldali eszmék mellett. Baloldali aktivistává válása óriási szenzációt kellett Moszkvában. Sztálinék felismerték a személyében rejlő hatalmas propaganda lehetőséget. 1932-1936 között Gide műveit a Szovjetunióban óriási példányszámban adták ki. Moszkvában ő lett a nagy haladó, nyugati író. Gide sokáig halogatta az esetleges szovjet utazást, de végül maga Makszim Gorkij kezdte el sürgetni azt. A nagy orosz író ekkor már egyre többet betegeskedett, és szeretett volna találkozni francia kollégájával.

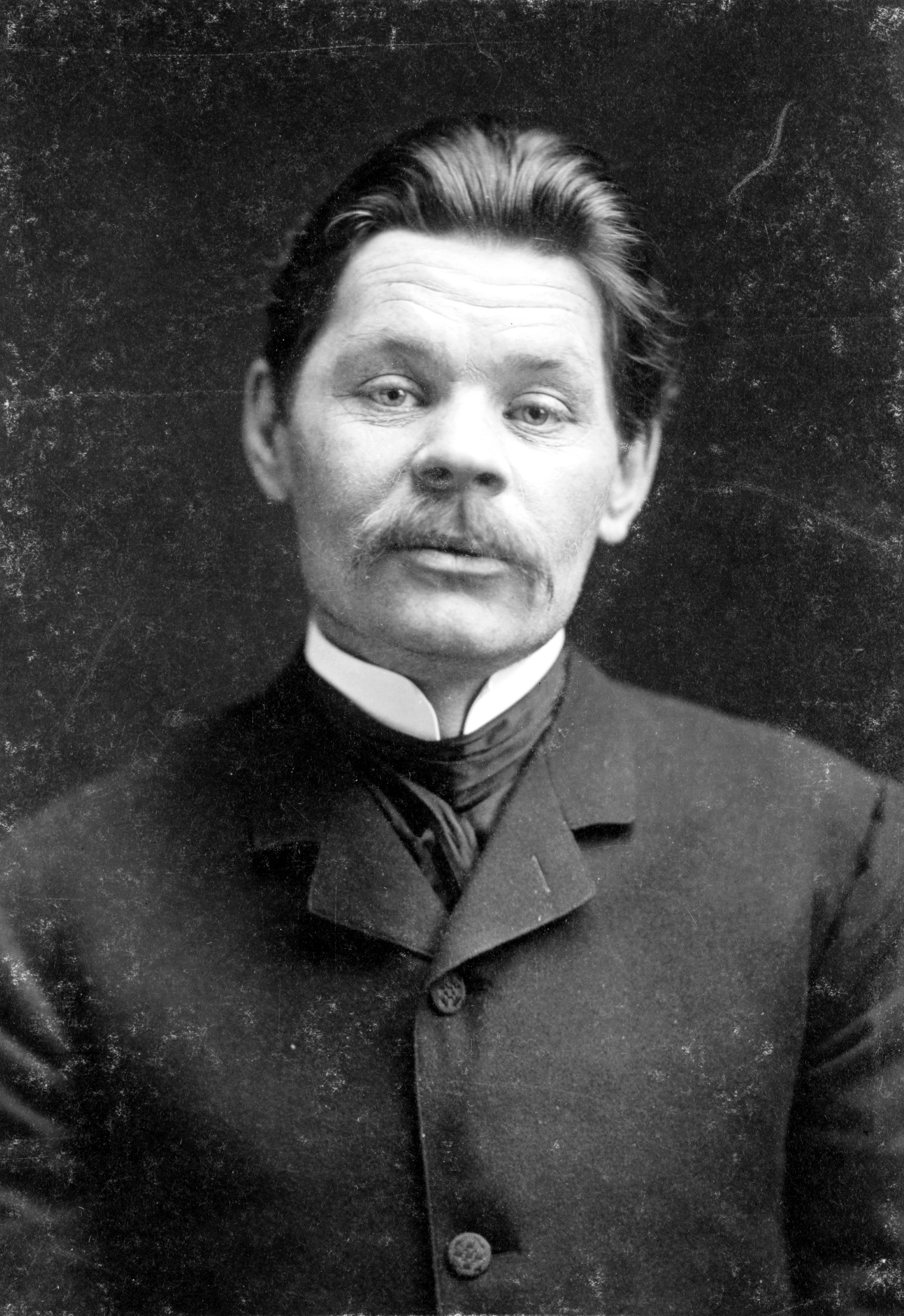
Az idős Gorkij

Gide végül 1936 júniusában elhatározásra jutott, 17-én már Moszkvában is volt, és látszólag késznek mutatkozott rá, hogy eljátssza a neki szánt szerepet. Utazását azonban a szervezők direkt úgy időzítették, hogy már ne találkozhasson Gorkijjal. Az író egy nappal Gide érkezése előtt hunyt el, temetésén Gide mondta a gyászbeszédet. Ahogy teltek-múltak a napok, az író egyre inkább arra lett figyelmes, hogy állandóan megfigyelés alatt tartják, beszédei fordításait kiigazítva közölték, a Sztálinnak küldött táviratokat pedig csak megfelelő korrekciók mellett engedélyezték elküldeni. Az sem tetszett neki, hogy Buharint minden eszközzel megakadályozták abban, hogy szobájában felkeresse.
A kommunista vezetés emellett mindent megtett, hogy lenyűgözze az írót. Pazar banketteket adtak a tiszteletére, luxusautókban furikáztatták, előkelő szállodákban szállásolták el. Azonban minden igyekezetük ellenére Gide hamar kiábrándult a kommunizmusból. Párizsba visszatérve hangot is adott kételyeinek. A Visszatérés a Szovjetunióból című útirajza egyértelműen egy eszméért rajongó egzisztencia megtorpanása volt. Az ezután publikált Kiigazítások a Visszatérés a Szovjetunióból című írásomhoz már súlyos vádakat fogalmazott meg a Szovjetunióval szemben. Elsősorban a személyi kultuszt támadta, de az is ellenszenvet válthatott ki belőle, hogy az individuummal szemben a kommunizmus a kollektív létre és tudatra helyezte a hangsúlyt. Gide meglelhetősen individualista személyiség volt. Természetesen ezután a baloldali értelmiségiek és csoportosulások is támadni kezdték. Azt várták volna tőle, hogy dicshimnuszokat zengjen a „nagy Szovjetunióról”, de Gide ehelyett két botránykönyvet írt negatív tapasztalatairól. Az író végül végleg visszavonult a politikától. Az 1930-as években közéleti tevékenysége már szigorúan az irodalom területére korlátozódott.
1938. április 17-én meghalt Madeleine. Az őszintén, de rosszul szeretett asszonynak Gide Et nunc manet in te című intim visszaemlékezésében állított emléket. Felesége halála után az író nem találta lelki nyugalmát, ráadásul a történelmi események is szerencsétlen fordulatot sejttettek. Aggódva figyelte a spanyol eseményeket, a polgárháborút és Franco hatalomátvételét. Nem találta már lelkesítőnek az utazás lehetőségét sem és a korábban számára oly kedves zongorázásban sem talált örömet.

### Az utolsó évek
Párizst 1940-ben megszállták a németek és nem kellett sok időnek eltelnie, hogy Gide kifejezze rosszallását Henri Philippe Pétain marsall kollaboráló politikájával szemben. A La Nouvelle Revue Française hamar a németek irányítása alá került: Pierre Drieu la Rochelle-t helyezték a folyóirat vezetőségének az élére az ellenálló Jean Paulhan helyett, Rochelle kollaboráns volt. Gide a hír hallatán a lap vezetőségének megtiltotta az együttműködést az új főszerkesztővel. Ezután Mauriac-hoz hasonlóan őt is felszólították, hogy tartózkodjon a publikálástól. Ennek ellenére Gide megjelentetett a Le Figaro-ban egy cikket arról, hogy otthagyta a La Nouvelle Revue Française-t és a továbbiakban nem kíván foglalkozni a folyóirattal.
Az író önként vállalta a száműzetést Párizsból: a francia Riviérára tette át a székhelyét és alkalmanként a Le Figaro-nak el-elküldött egy-egy cikket (általában kritikákat). 1942-től több más ellenálló értelmiségivel egyetemben fokozott megfigyelés alatt tartották. Végül egyedül Tuniszba utazott, ahol találkozott Charles de Gaulle-lal. A felszabadulás után nem akart közvetlenül Párizsba visszatérni. Ugyanis félt tőle, hogy a tisztogatási eljárások során valaki őt is gyanúba keveri. Ennek következtében végül csak 1946-ban tért vissza Párizsba, ahol egy átpolitizált irodalmi élettel találta magát szemben, ő, aki ekkor már egy autonóm irodalmi életet képzelt el, ami független minden politikai ideológiától. Ezután főleg esszéíróként és kritikusként tevékenykedett.
1947 után Gide szinte már semmit nem írt. A botrányhős író utolsó éveiben több kitüntetést is kapott. Többek között 1947-ben neki ítélték oda az irodalmi Nobel-díjat. Ezekben az években már szép lassan a csendes vég felé tartott, míg nem 1951 február 19-én el nem hunyt. Halála közvetlen oka tüdőtágulás volt. 1952-ben a Vatikán indexre tette műveit.

## Munkássága
Gide meg volt róla győződve, hogy küldetése van, és eszméi mellett tanúskodnia kell. Azok az eszmék, amiket magáévá tett, szemben álltak korának konvencióival és gyakran ellent is mondtak egymásnak. Az író gyakran győződött meg egyes nézetei helytelenségéről, így nem egyszer fordult elő, hogy szembefordult azzal, amiért korábban lelkesedett. De alakváltásai semmiképpen sem szeszélyes csapongások voltak, hanem az önmagát kereső író szárnypróbálgatásai.
Anyja szigorú, protestáns nevelése mély nyomokat hagyott az íróban. Egyrészt kialakította benne a fegyelem és szigor szeretetét, mely arra bírta, hogy állandó követelményeket támasszon önmagával szemben, az áldozatvállalás erényét, amely etikájának egyik alapja lett. Ennek a nevelésnek köszönhetően ismerte meg a keresztény mitológiát is, melyet a görög mitológia mellett és azzal vegyítve, gyakran feldolgozott híres-hírhedt paraboláiban. De ennek a nevelésnek köszönhető – némely orvosok szerint – homoszexuális hajlama is, bár ez az állítás nem tűnik megingathatatlannak. Az mindenesetre igaz, hogy az anyja próbálta megóvni a rossz nők társaságától: mindent elkövetett annak érdekében, hogy fiának ne legyenek szerelmi kalandjai. Gide-ben valószínűleg anyja hatására alakult ki idegenkedése a vallással szemben is. Gyakran visszatérő probléma életművében, hogy miért kell elfojtania természetesnek gondolt vágyait a vallás előírásai miatt.

### Az első regények
Az 1897-ben keletkezett Földi táplálékok panteisztikus érzékiséggel hirdette az életörömöt, a gyümölcsök, a források, napsütötte tájak gyönyöreit. Ez a hang új volt a korszak francia irodalmában. a könyv egy csapásra népszerűvé tette íróját a fiatal értelmiségiek körében. De ezzel a könyvével szerezte első ellenségeit is: a katolikus költő, Francis Jammes vitába szállt vele a „lelki szegények” nevében, akikre szerinte az ilyen profán örömök csak is kárhozatos hatást gyakorolhatnak. Egyértelmű, hogy az élet akarás, az örömök kultusza először Nietzsche tanításaiban kapott jelentős szerepet és Gide-re is nagy hatást gyakoroltak a német filozófus tanai.
A nietzscheizmussal az 1902-ben megjelent Meztelen című regényében számolt le. A mű hőse, Michel végigjárja a nietzscheizmus útját, ami végül járhatatlannak bizonyul. Michel gátlástalanul gázol végig az erkölcsi normákon és az emberi sorsokon, teljes szabadsága elnyeréséért még házasságát is feláldozza, de nem tud mit kezdeni szabadságával. Fájt a „hasznavehetetlen szabadság”, amit kivívott. A nietzscheizmus értelmében pedig a gyengéknek pusztulniuk kell. A hős saját kísérletének esett áldozatul. A regény megjelenése botrányba fulladt, Jammes hosszú levélben fejezte ki méltatlankodását.

### Leszámolás a kereszténységgel
Gide a pogány görögök leszármazottjának gondolta magát, eszménye pedig a goethei teljesség és derű lett. Saját elmondása szerint vallásos neveltetése „gyűrődést” vasalt a lelkébe fiatal korában, és ez késztette rá, hogy íróként újra és újra visszatérjen a vallás problémájához. Idegen volt tőle minden tragikus életérzés és az egzisztencializmus sem izgatta soha. Két vallásos tárgyú regényt írt, amelyek súlyos ítéletek voltak a protestáns dogmák felett.
A mennyország kapuja című könyvében Alissa lemond a földi boldogságról, szerelméről, mert a mennyország kapuja szűk két embernek. De az üdvösséget nem önmagának, hanem a szeretett férfinak akarja biztosítani, aki azonban a földi boldogságra vágyik. Alissa önfeláldozásának így a lány és a férfi is áldozatául esik. A szerencsétlen hősnő a regény végén magára maradottan haldoklik és ekkor hirtelen felébred benne a gyanú: lehetséges, hogy nagyszerű áldozata hiábavaló volt, ostoba és gonosz. Életében a lelki nagyság eszményét kergette, míg végül ő is és kedvese is áldozatul esett az embertelen ideálnak. Gide egyébként ezt gondolta a protestáns magatartás sajátjának: az önfeláldozó lemondás kultuszát, melynek egyetlen elégtétele maga az áldozat feltételezte lelki nagyság.
Gide másik „protestáns regénye” a Pásztorének. A mű főhőse egy lelkipásztor, aki magához vesz egy vak lányt, hogy megmutassa neki Isten világát. A cselekmény Beethoven hatodik szimfóniájának magasztos légkörével indít. Azonban hamar disszonáns elemek jelennek meg a történetben. A pap fokozatosan beleszeret pártfogoltjába, de ennek nem ébred tudatára. Amikor pedig már nem tagadhatja maga előtt tovább a tényt, igyekszik megszabadulni a szemeit borító hályogtól. Nem látja, de nem is akarja látni, hogy felesége szenved, és fia szintén szerelmes a vak lányba, akit apja végül féltékenységből távolít el otthonról. Mindeközben pedig rutinos magyarázóként könnyen menti fel önmagát minden vétség alól, és igyekszik megnyugtatni pártfogoltját is. Gertrud megoperáltatja a szemeit, visszanyeri látását és megpillantja a bűnt és az áldozatokat. A pap fiát, Jacques-ot megpillantva rádöbben, hogy ő ezt a fiatal arcot szerette, amelyet vaksága idején tévesen tulajdonított a papnak. Ám Jacques szerzetes lett, Gertrud pedig végül kifosztott és reménytelen áldozatként öngyilkossággal fizet a pap vakságáért. A könyv 1919-ben jelent meg és a végső leszámolást jelentette az író számára vallásos énjével.

### A regény megújítása
Gide első könyve, amelyben a regény konvencióival számolt le, az 1914-es A Vatikán pincéi (titka) volt. A műben megkérdőjeleződik az emberi tettek kiszámíthatósága és az ember kiismerhetősége is. A főhős, Lafcadio, az érdek nélküli kalandor sugallatának engedelmeskedik, amikor egyik nap kilök valakit a vonatból, a másik nap pedig megment egy gyereket. Gide az ok- és célszerű magatartás helyébe az indokolatlan cselekvést tette, amelyet már Dosztojevszkijnél is felfedezni vélt. Ezáltal A Vatikán titkai nem a hagyományos ok-okozati összefüggésekre építve mondja el a történetet, hanem egy logikailag kiszámíthatatlan cselekményvezetést valósít meg.
Az 1925-ös Pénzhamisítókban már maga a regényírás vált témává: az író-alakja anyaggyűjtés közben jut a felismerésig, miszerint a pénzhamisítókról, egyáltalán a valóságról megírt regény megvalósíthatatlan, ezt szellemes eszmefuttatások révén igyekszik elhitetni az olvasóval is. Prousthoz hasonlóan Gide is a folytonosan változó belső valóságot kívánta kifejezni, a tér, az idő, az azonosság megszokott kategóriáitól függetlenül. A valóságból vett jeleneteket már nem a maguk sajátos értéke vagy érdekessége okán lettek elbeszélve, nem a kort akarta jellemezni velük az író, sokkal inkább a jelképi tartalmuk kibontása révén új, eddig rejtett jelentéstartalmakat akart felszínre hozni.
A regény egyik cselekményszála a fiatalkorú pénzhamisítók története, akik közül az egyik egy író, aki egy hasonló témájú regényen dolgozik, amelynek témája a regény tulajdonképpeni cselekménye. A két elbeszélő meséje összefonódik, ily módon az olvasó egyidejűleg követheti magát a művet és a mű keletkezését. Az író kifejtette, hogy regénye két gyújtópont körül forog. Az egyiket a külső körülmények, az események alkotják, a másikat pedig az az erőfeszítés, hogy az író egy szerteágazó anyagból hogyan képes regényt írni. A mű szerkezete ennek következtében bonyolult, a folyamatos elbeszélést minduntalan megszakítják a szereplők történetei, a jelenben játszódó eseményeket háttérbe szorítják, de meg is világítják, értelmezik a múltbéli események, s a közvetlen előadásmód a közvetettel váltakozik.
A szereplők folytonosan hozzászólnak a fejleményekhez, véleményükkel módosítva a róluk kialakított képet, az író folyamatosan változtatja a nézőpontokat, az olvasót is arra kényszerítve, hogy folyamatosan más távlatból, különböző oldalakról vegye szemügyre a már ismert eseményeket és szereplőket. A szereplők jellemrajzát más személyek jelleméhez viszonyítottan rajzolta meg Gide, ennek következtében hőseit a bizonytalanság és a határozatlanság légköre veszi körül: ilyenek is lehetnek meg olyanok is, ahogy maga a regény is lehet igaz is, meg az igazságtól távol eső is. Ezzel a művel az író a posztmodern regényt vetítette előre.

## Művei
- Les Cahiers d'André Walter, L'Art indépendant, (1891)
- Le Traité du Narcisse, L'Art indépendant, 1891
- Les Poésies d'André Walter, L'Art indépendant, 1892
- Le Voyage d'Urien, L'Art indépendant, 1893
- La Tentative amoureuse, L'Art indépendant, 1893
- Mocsarak (Paludes, L'Art indépendant, 1895)
- Réflexions sur quelques points de littérature et de morale, Mercure de France, 1897
- Les Nourritures terrestres, Mercure de France, 1897
- Feuilles de route 1895–1896, SLND Brüsszel, 1897
- A rosszul leláncolt Prométheusz (Le Prométhée mal enchaîné, Mercure de France, 1899)
- Philoctète. El Hadj, Mercure de France, 1899.
- Lettres à Angèle, Mercure de France, 1900.
- De l'Influence en Littérature, L'Ermitage, 1900.
- Kandaülész király (Le Roi Candaule, La Revue Blanche, 1901)
- Les Limites de l'Art, L'Ermitage, 1901.
- L'Immoraliste, Mercure de France, 1902
- Saül (Saül, Mercure de France, 1903), dráma
- De l'Importance du Public, L'Ermitage, 1903
- Prétextes, Mercure de France, 1903
- Amyntas, Mercure de France, 1906
- Le Retour de l'Enfant prodigue, Vers et Prose, 1907
- Dostoïevsky d'après sa correspondance, Jean et Berger, 1908
- La Porte étroite, Mercure de France, 1909
- Oscar Wilde, Mercure de France, 1910
- Nouveaux Prétextes, Mercure de France, 1911
- Charles-Louis Philippe, Figuière, 1911
- C.R.D.N., 1911
- Isabelle (Isabelle, NRF, 1911)
- Bethsabé, L'Occident, 1912
- Souvenirs de la Cour d'Assises, NRF, 1914
- A Vatikán titka (Les Caves du Vatican, NRF, 1914)
- Pásztorének (La Symphonie pastorale, NRF, 1919)
- Corydon, 1920
- Morceaux choisis, NRF, 1921
- Pages choisies, Crès, 1921
- Numquid et tu… ?, SLND, Bruges, 1922
- Dostoïevsky, Plon, 1923
- Incidences, NRF, 1924
- Corydon, NRF, 1924
- Caractères, La Porte étroite, 1925
- A pénzhamisítók (Les Faux-monnayeurs, NRF, 1925), regény
- Ha a mag meg nem hal / Ha el nem hal a mag (Si le grain ne meurt, NRF, 1926)
- A pénzhamisítók naplója (Le Journal des Faux-Monnayeurs, Éos, 1926)
- Dindiki, 1927
- Kongói utazás (Voyage au Congo, NRF, 1927)
- Visszatérés a Csád-tótól (Le Retour du Tchad, NRF, 1928)
- L'École des femmes, NRF, 1929
- Essai sur Montaigne, Schiffrin, 1929
- Un Esprit non prévenu, Kra, 1929
- Robert, NRF, 1930
- La Séquestrée de Poitiers, Gallimard, 1930
- L'Affaire Redureau, Gallimard, 1930
- Œdipe, Schiffrin, Éditions de la Pléiade, 1931
- Perséphone, Gallimard, 1934
- Pages de Journal 1929–1932, Gallimard, 1934
- Les Nouvelles Nourritures, Gallimard, 1935
- Nouvelles Pages de Journal 1932–1935, Gallimard, 1936
- Geneviève, Gallimard, 1936
- Retour de l'U.R.S.S., Gallimard, 1936.
- Retouches à mon Retour de l'U.R.S.S., Gallimard, 1937
- Notes sur Chopin, Revue Internationale de Musique, 1938
- Napló 1889–1939 (Journal 1889–1939, NRF, 1939)
- Découvrons Henri Michaux, Gallimard, 1941
- Théâtre : Saül, Le Roi Candaule, dipe, Perséphone, Le Treizième Arbre, Gallimard, 1942
- Interviews imaginaires, Éd. du Haut-Pays, 1943
- Napló 1939–1942 (Pages de Journal 1939–1942, Schiffrin, 1944)
- Thésée, New York : Pantheon Books, J. Schiffrin, 1946
- Souvenirs littéraires et problèmes actuels, Les Lettres Françaises, 1946
- Le Retour, Ides et Calendes, 1946
- Paul Valéry, Domat, 1947
- Poétique, Ides et Calendes, 1947
- Le Procès, Gallimard, 1947
- L'Arbitraire, Le Palimugre, 1947
- Préfaces, Ides et Calendes, 1948
- Rencontres, Ides et Calendes, 1948
- Les Caves du Vatican (farce), Ides et Calendes, 1948
- Éloges, Ides et Calendes, 1948
- Robert ou l'Intérêt général, Ides et Calendes, 1949
- Feuillets d'automne, Mercure de France, 1949
- Anthologie de la Poésie française, NRF, 1949
- Journal 1942–1949, Gallimard, 1950.
- Littérature engagée, Gallimard, 1950
- Égypte 1939, SLND, Párizs, 1951
- Et nunc manet in te, Ides et Calendes, 1951 Ainsi soit-il ou Les Jeux sont faits. Gallimard, 1952
- Le Récit de Michel, Ides et Calendes, 1972
- À Naples, Fata Morgana, 1993
- Le Grincheux, Fata Morgana, 1993
- L'Oroscope ou Nul n'évite sa destinée, Jean-Michel Place, 1995
- Le Ramier, Gallimard, 2002

## Művei magyarul

### 1944-ig
- Oscar Wilde; ford. Lányi Viktor; Kultúra, Budapest, 1925 (Kultúra Könyvtár)
- Meztelen; ford. Gyergyai Albert; Franklin, Budapest, 1925 (Külföldi regényírók)
- Isabelle / Pásztorének. Két regény; ford. Gyergyai Albert; Pantheon, Budapest, 1929
- A Vatikán pincéi; ford. König György; Franklin, Budapest, 1934 (Külföldi regényírók)
- Utazásom Szovjetunióban; ford. Déry Tibor; Cserépfalvi, Budapest, 1937 (Válság és új élet)
- A nők iskolája; ford. Zigány Miklós; Vigilia, Budapest, 1942
- A mennyország kapuja; ford. Gyergyai Albert; Franklin, Budapest, 1944 (Külföldi regényírók)

### 1945–
- Irodalmi hatások; ford. Gyergyai Albert; Egyetemi Ny., Budapest, 1946 (Az Egyetemi Nyomda kis tanulmányai)
- A Vatikán titka. Regény; ford. Sárközi Márta, bev. Nagy Péter; Európa, Budapest, 1958
- A pénzhamisítók. Regény; ford. Réz Pál, utószó Mesterházi Lajos; Európa, Budapest, 1966
- Gondolatok Chopinről; ford. Szávai János, utószó Gyergyai Albert; Zeneműkiadó, Budapest, 1967
- Kongói utazás; ford. Szávai Nándor, utószó Nagy Péter; Európa, Budapest, 1968
- Rosszul láncolt Prométheusz; ford., bev. Nagy Annamária; Kriterion, Bukarest, 1971 (Téka)
- Visszatérés a Szovjetunióból / Visszatérés a Szovjetunióból, 1936. november / Amit még el kellett mondanom, 1937. június; ford. Déry Tibor, Réz Pál, előszó Szilágyi Ákos; Interart Stúdió, Budapest, 1989 (Visszatérés...) ISBN 963-02-6414-5
- Ha el nem hal a mag; ford. Bognár Róbert; Európa, Budapest, 1991
- A nők iskolája; ford. Sóvágó Katalin; Metropolis, Budapest, 2011 (Irodalmi Nobel-díjasok könyvtára)

## Fordítás
- Ez a szócikk részben vagy egészben  az   André Gide című francia Wikipédia-szócikk fordításán alapul.  Az eredeti cikk szerkesztőit annak laptörténete sorolja fel. Ez a jelzés csupán a megfogalmazás eredetét és a szerzői jogokat jelzi, nem szolgál a cikkben szereplő információk forrásmegjelöléseként.